# Lethal Aggression
Lethal Aggression ist eine US-amerikanische Crossover-Band aus Asbury Park, New Jersey, die im Jahr 1985 gegründet wurde.

## Geschichte
Die Band wurde im Jahr 1985 gegründet. Nachdem die Gruppe die ersten Lieder entwickelt hatte, folgte das Demo From the Cunt of the Fucking Whore. Nachdem die Band im Jahr 1987 mit dem Lied Corruption auf der Kompilation Complete Death II zu hören war, folgte die Single Just Killed Rock N' Roll II über Premature Entombment Productions. Im Jahr 1988 erschien über Funhouse Records das Debütalbum Life Is Hard… But That’s No Excuse at All!. Auf dem Album bestand die Band aus dem Sänger John Saltz, dem Gitarristen Rob De Froscia, dem Bassisten George Yeck und dem Schlagzeuger Ken Lund. Im Januar 1989 ging die Band zusammen mit Youth of Today auf eine Europatournee, die etwa 40 Auftritte umfasste. 1990 schloss sich über Virulence Records die EP Subliminal Erosion an. Ein weiteres Album wurde im Jahr 1991 unter dem Namen Godservation aufgenommen, jedoch nicht veröffentlicht. Stattdessen veröffentlichte die Band in Eigenveröffentlichung die Kompilation The Studdering Skull Sessions, die Liveausschnitte, nicht verwendetes Material, sowie Fannachrichten enthielt. Im Jahr 2001 veröffentlichte Relapse Records die Kompilation  From the Cunt of the Fucking Whore, die das gleichnamige Demo, sowie die Aufnahmen zu Godservation enthielt. In der Band war Sänger John Saltz mittlerweile das einzig verbliebene Gründungsmitglied. Die weiteren Mitglieder waren nun der Gitarrist Dave Gutierrez, der Bassist Todd sowie der Schlagzeuger Kenny Lund. Im Jahr 2009 folgte über Horror Pain Gore Death Productions das zweite Album Ad Nauseum.

## Stil
Andrea Nieradzik vom Metal Hammer ordnete Life Is Hard… But That’s No Excuse at All! dem Hardcore Punk zu. Sie merkte vor allem die Aggressivität der Lieder und die kurze Spieldauer dieser an, da das Album bei einer Spielzeit von etwa 25 Minuten 21 Lieder aufweise. thethrashmetalguide.com bezeichnete die Band als eine der ersten Crossover-Thrash-Metal-Bands. Die Geschwindigkeit der Lieder auf Ad Nauseum tendierte häufig gegen Hard- oder sogar Grindcore.

## Diskografie
- 1985: From the Cunt of the Fucking Whore (Demo, Eigenveröffentlichung)
- 1987: Just Killed Rock N’ Roll II (Single, Premature Entombment Productions)
- 1988: Life Is Hard… But That’s No Excuse at All! (Album, Funhouse Records)
- 1990: Subliminal Erosion (EP, Virulence Records)
- 2001: From the Cunt of the Fucking Whore (Kompilation, Relapse Records)
- 2009: Ad Nauseum (Album, Horror Pain Gore Death Productions)
- 2009: Annihilation / Devastation (Split Vulcan, BSOM und Mental Funeral, Horror Pain Gore Death Productions)